# Махакали - Началото
„Махакали“ (на хинди: महाकाली, Mahakali) е индийски митологичен телевизионен сериал, който започва излъчването си на 22 юли 2017 г. по телевизия „Colors“. Шоуто проследява епичната история на метаморфозата на Богинята Парвати в Махакали.

## Актьорски състав
- Пуджа Шарма – Богиня Парвати / Махакали / Сати / Дурга / Навадурга
- Саурабх Радж – Лорд Шива / Джаландхара / Махакаал / Рудра / Вирабхадра / Бхайрава / Натараджа
- Мегън Джадвах – Картикея
- Криш Чаухан – Лорд Ганеша
- Кенан Малтхора – Лорд Вишну / Лорд Кришна
- Никога Шарма – Богиня Лакшми / Вайшнави
- Абхишек Авасти – Нанди
- Маниш Бишла – Дев-Радж Индра
- Хитаншу Джинси – Ваюдев
- Фалак Нааз – Богиня Сарасвати / Брахмани
- Римпи Дас – Богиня Ганга / Богиня Банай
- Химаншу Бамзай – Девантак
- Акаш Кумар – Лорд Брахма
- Рохит Хурана – Шани
- Вишал Наяк – Агнидев
- Приети Чаудхари – Критика
- Нимай Бали – Мъдрец Ушана
- Чахат Панди – Девасена
- Винита Джоши – Рати
- Шафак Нааз – Вринда
- Чандни Бхагванани – Бехула
- Решми Гош – Манаса / Манса Деви
- Рохит Бакши – Камадева / Бхандасура
- Абхас Метха – Шумбха
- Даниш Ахтар – Нишумба
- Нирбхай Уодхуа – Махишасура
- Кунал Бакши – Андхакасура
- Снеха Намананди – Дарука
- Динеш Мехта – Наракасура